# Папазоглу, Анастасиос
Анастасиос «Тасос» Папазоглу (греч. Αναστάσιος „Τάσος“ Παπάζογλου; 24 сентября 1988, Серре, Греция) — греческий футболист, защитник клуба «Пансерраикос».

## Клубная карьера
Анастасиос родился в Серре. Он поступил в молодёжную команду местного футбольного клуба «Пансерраикос», а позже перешёл и во взрослую команду.

## Международная карьера
В составе юношеской сборной (до 19 лет) Папазоглу принял участие в Чемпионате Европы в 2007 году, где сборная Греции дошла до финала, в котором проиграла испанцам. Также Анастасиос призывался в молодёжную сборную Греции (до 21 года).

## Достижения
«Олимпиакос»
- Греческая Суперлига (3): 2011/12, 2012/13, 2013/14
- Кубок Греции (2): 2012, 2013

Греция (до 19)
- Финалист юношеского чемпионата Европы (до 19 лет): 2007

## Статистика карьеры
| За клуб          | За клуб          | За клуб             | Чемпионат | Чемпионат | Кубок        | Кубок        | Континентальные | Континентальные | Всего | Всего |
| Сезон            | Клуб             | Чемпионат           | Игры      | Голы      | Игры         | Голы         | Игры            | Голы            | Игры  | Голы  |
| Греция           | Греция           | Греция              | Чемпионат | Чемпионат | Кубок Греции | Кубок Греции | Европа          | Европа          | Всего | Всего |
| ---------------- | ---------------- | ------------------- | --------- | --------- | ------------ | ------------ | --------------- | --------------- | ----- | ----- |
| 2007-08          | Пансерраикос     | Греческая Суперлига | 1         | 0         | 0            | 0            | 0               | 0               | 1     | 0     |
| 2008-09          | Пансерраикос     | Греческая Суперлига | 8         | 1         | 4            | 0            | 0               | 0               | 12    | 1     |
| 2009/10          | Пансерраикос     | Греческая Суперлига | 35        | 2         | 3            | 0            | 0               | 0               | 38    | 2     |
| 2010/11          | Пансерраикос     | Греческая Суперлига | 24        | 2         | 1            | 0            | 0               | 0               | 25    | 2     |
| 2011/12          | Олимпиакос       | Греческая Суперлига | 4         | 0         | 2            | 0            | 2               | 0               | 8     | 0     |
| 2012/13          | Олимпиакос       | Греческая Суперлига | 15        | 1         | 7            | 1            | 0               | 0               | 22    | 2     |
| 2013/14          | Олимпиакос       | Греческая Суперлига | 12        | 0         | 4            | 0            | 0               | 0               | 16    | 0     |
| Всего за карьеру | Всего за карьеру | Всего за карьеру    | 99        | 6         | 21           | 1            | 2               | 0               | 122   | 7     |